# Nati nel 1911/Settembre
| Questa pagina contiene informazioni ricavate automaticamente dalle voci biografiche con l'ausilio del template Bio e di un bot. L'aggiornamento è periodico e automatico e ricostruisce completamente la pagina. Se manca una persona in questa lista, sei pregato di non aggiungerla, ma accertati piuttosto che la sua voce biografica contenga il template Bio e che i dati anagrafici siano correttamente compilati. Se il template Bio manca, inseriscilo tu stesso o, in alternativa, metti l'avviso {{tmp\|Bio}} che ne segnala la mancanza. Se i dati riportati sono sbagliati, correggi direttamente la voce biografica; le modifiche saranno visibili in questa lista entro pochi giorni. Per chiarimenti vedi il progetto biografie. La lista contiene solo le 120 persone che sono citate nell'enciclopedia e per le quali è stato implementato correttamente il template Bio. Pagina aggiornata al 26 lug 2025. |

- 1º settembre - Battista Padovan, calciatore italiano
- 1º settembre - Ede Rökk, calciatore ungherese († 1990)
- 2 settembre - Romare Bearden, scrittore e artista statunitense († 1988)
- 2 settembre - Floyd Council, cantante statunitense († 1976)
- 2 settembre - Werner Döring, fisico tedesco († 2006)
- 2 settembre - Odorico Panfili, militare italiano († 1938)
- 2 settembre - Eileen Way, attrice inglese († 1994)
- 3 settembre - Laura Allende Gossens, politica cilena († 1981)
- 3 settembre - Gino Bonzi, calciatore italiano († 1974)
- 3 settembre - Bob Cope, cestista statunitense († 1995)
- 3 settembre - Bruno Palma, calciatore italiano
- 4 settembre - Shigetaka Katsuhisa, pallanuotista giapponese
- 4 settembre - Saverio Marotta, ufficiale italiano († 1943)
- 4 settembre - Enrico Paribeni, archeologo italiano († 1993)
- 4 settembre - Konstantin Stepanovič Kuzakov, politico e giornalista sovietico († 1996)
- 5 settembre - Giovanni Battioni, calciatore italiano († 1992)
- 6 settembre - Lino Zambrini, militare italiano († 1939)
- 7 settembre - Karel Hes, calciatore cecoslovacco († 1947)
- 7 settembre - Zvonko Jazbec, calciatore jugoslavo († 1970)
- 7 settembre - Fred Moore, animatore statunitense († 1952)
- 7 settembre - Francesco Volpi, calciatore italiano
- 7 settembre - Todor Živkov, politico bulgaro († 1998)
- 8 settembre - Mia Braia, cantante e compositrice rumena († 1999)
- 8 settembre - Fiorenzo Capriotti, militare italiano († 2009)
- 8 settembre - Byron Morrow, attore statunitense († 2006)
- 9 settembre - Richard Baer, militare tedesco († 1963)
- 9 settembre - John Gorton, politico australiano († 2002)
- 9 settembre - Frank Kurtz, tuffatore e aviatore statunitense († 1996)
- 9 settembre - Ol'ga Izmajlovna Semënova-Tjan-Šanskaja, scacchista sovietica († 1970)
- 9 settembre - Yin Guiren, cestista cinese
- 9 settembre - Antonio del Amo, regista e sceneggiatore spagnolo († 1991)
- 10 settembre - Ioan Cherteș, arcivescovo cattolico rumeno († 1992)
- 10 settembre - Renée Deneuve, attrice teatrale e doppiatrice francese († 2021)
- 10 settembre - Jaap van der Leck, allenatore di calcio olandese († 2000)
- 10 settembre - Nelly Omar, cantante e attrice argentina († 2013)
- 10 settembre - Nilo Piccoli, politico italiano († 1996)
- 10 settembre - Giuliana Segre, traduttrice, scrittrice e antifascista italiana († 2009)
- 10 settembre - Frithjof Ulleberg, calciatore norvegese († 1993)
- 11 settembre - Oberdan Chiesa, antifascista italiano († 1944)
- 11 settembre - Henderson Forsythe, attore statunitense († 2006)
- 11 settembre - Giovanni Nencioni, linguista e lessicografo italiano († 2008)
- 11 settembre - Bill Parker, fumettista statunitense († 1963)
- 11 settembre - Vito Roberti, arcivescovo cattolico italiano († 1998)
- 11 settembre - Charles Martin Robertson, archeologo, poeta e traduttore britannico († 2004)
- 11 settembre - Domenico Rossi, pittore italiano († 1955)
- 11 settembre - Maan Sassen, politico olandese († 1995)
- 12 settembre - Pietro Del Buono, calciatore italiano († 2001)
- 12 settembre - Jerzy Gregołajtys, cestista polacco († 1978)
- 12 settembre - José Reis, calciatore portoghese
- 12 settembre - Gerhart M. Riegner, attivista tedesco († 2001)
- 12 settembre - Gerrit van de Ruit, ciclista su strada olandese († 1981)
- 12 settembre - Edward Szostak, cestista polacco († 1990)
- 13 settembre - Eulogio Cantillo, generale cubano († 1978)
- 13 settembre - Albert Matterstock, attore tedesco († 1960)
- 13 settembre - Bill Monroe, musicista e cantante statunitense († 1996)
- 14 settembre - Leslie Graham, pilota motociclistico britannico († 1953)
- 14 settembre - Marko Mikačić, calciatore jugoslavo († 1946)
- 14 settembre - Art Riley, artista statunitense († 1998)
- 15 settembre - Emil Botta, attore e poeta rumeno († 1977)
- 15 settembre - Otto Hunsche, avvocato e poliziotto tedesco († 1994)
- 15 settembre - José Muguerza, calciatore e allenatore di calcio spagnolo († 1980)
- 15 settembre - Joseph Pevney, regista e attore statunitense († 2008)
- 15 settembre - Ilario Rossi, pittore e incisore italiano († 1994)
- 15 settembre - Anne-Marie Seghers, tennista francese († 2012)
- 16 settembre - Mario Meucci, calciatore italiano († 1996)
- 16 settembre - Nello Valzania, aviatore italiano († 1955)
- 17 settembre - Mukbile Sultan, principessa ottomana († 1995)
- 17 settembre - Dante Manno, illustratore e pittore italiano († 1996)
- 17 settembre - Bill Perigo, cestista e allenatore di pallacanestro statunitense († 1990)
- 18 settembre - Dario Antonelli, militare italiano († 1945)
- 18 settembre - Helmut Braselmann, pallamanista tedesco († 1993)
- 18 settembre - Francisco Dantas, attore lituano († 2000)
- 18 settembre - Enzo Paci, filosofo italiano († 1976)
- 19 settembre - Dragotin Cvetko, musicologo sloveno († 1993)
- 19 settembre - William Golding, scrittore e insegnante britannico († 1993)
- 19 settembre - Allan Pettersson, compositore svedese († 1980)
- 20 settembre - Frank De Vol, compositore statunitense († 1999)
- 20 settembre - Ralph Greenson, psichiatra e psicoanalista statunitense († 1979)
- 20 settembre - Þorsteinn Hjálmarsson, pallanuotista islandese († 1984)
- 20 settembre - Alfred Naujocks, militare tedesco († 1966)
- 21 settembre - Heiko Schwartz, pallanuotista tedesco († 1973)
- 22 settembre - Louis Ducreux, attore, musicista e regista teatrale francese († 1992)
- 22 settembre - Mikko Hietanen, maratoneta finlandese († 1999)
- 22 settembre - Heinrich Krug, pallanuotista tedesco
- 22 settembre - Arnaldo Pocher, imprenditore italiano († 1989)
- 22 settembre - Alfredo Scipioni, politico italiano († 1973)
- 22 settembre - Silvio Sibona, militare italiano († 1943)
- 23 settembre - Les Kuplic, cestista statunitense († 1968)
- 23 settembre - Amzie Moore, attivista statunitense († 1982)
- 23 settembre - Franz Wagner, calciatore e allenatore di calcio austriaco († 1974)
- 24 settembre - François Adam, ciclista su strada e ciclocrossista belga († 2002)
- 24 settembre - Gaby Angelini, aviatrice italiana († 1932)
- 24 settembre - Romolo Castellazzi, calciatore italiano
- 24 settembre - Konstantin Ustinovič Černenko, politico sovietico († 1985)
- 24 settembre - Riccardo Isada, calciatore italiano († 1972)
- 24 settembre - Marie Kraja, soprano albanese († 1999)
- 24 settembre - Paolo Moci, generale e aviatore italiano († 2002)
- 25 settembre - Joseph Brendan Houlihan, missionario e vescovo cattolico irlandese († 1975)
- 25 settembre - Eric Williams, politico, storico e economista trinidadiano († 1981)
- 25 settembre - Émile Zermani, calciatore francese († 1983)
- 26 settembre - Philipp Hilbert, ciclista su strada tedesco († 1992)
- 26 settembre - Chuck Hornbostel, mezzofondista statunitense († 1989)
- 26 settembre - Lenore Kight-Wingard, nuotatrice statunitense († 2000)
- 26 settembre - Mitsuyo Seo, animatore e illustratore giapponese († 2010)
- 26 settembre - Bruno Venturini, calciatore italiano († 1991)
- 27 settembre - Archie Butler, attore e stuntman statunitense († 1977)
- 27 settembre - George Chestnut, cestista statunitense († 1983)
- 27 settembre - Laura D'Oriano, agente segreta italiana († 1943)
- 28 settembre - Alvaro Cartei, pittore e ceramista italiano († 1995)
- 28 settembre - Sergejs Maģers, calciatore lettone († 1988)
- 28 settembre - Bruno Valisa, calciatore e allenatore di calcio italiano
- 28 settembre - Ellsworth Vines, tennista statunitense († 1994)
- 28 settembre - Olle Åkerlund, velista svedese († 1978)
- 29 settembre - Otello Ghigi, illusionista italiano († 2001)
- 29 settembre - Reginald Victor Jones, fisico britannico († 1997)
- 30 settembre - Gustave Gilbert, psicologo statunitense († 1977)
- 30 settembre - Arnold Machin, scultore britannico († 1999)
- 30 settembre - Pedro Pireza, calciatore portoghese († 1989)
- 30 settembre - David Rapaport, psicologo e psicoanalista ungherese († 1960)
- 30 settembre - Edgars Rūja, cestista e calciatore lettone († 1942)